# The Chainheart Machine
The Chainheart Machine es el segundo álbum de estudio de la banda sueca de death metal melódico Soilwork. The Chainheart Machine es considerado como uno de los álbumes preferidos de la mayoría de los fanes de la banda y las canciones de este son tocadas frecuentemente en los conciertos de Soilwork. Este álbum contiene una temática conceptual, la cual relata la historia de The Chainheart Machine" (la máquina de corazón de cadena). También contiene una canción escondida, "Room No. 99", la cual tiene una duración de 39 segundos. En la versión japonesa viene incluida como bonus track la canción  "Shadowchild".
Fue relanzado en noviembre de 2008 con dos bonus tracks, los cuales son canciones tocada en vivo en Tilburg.

## Lista de canciones
| N.º | Título                                                 | Duración |  |
| 1.  | «The Chainheart Machine»                               | 4:01     |  |
| 2.  | «Bulletbeast»                                          | 4:37     |  |
| 3.  | «Millionflame»                                         | 4:20     |  |
| 4.  | «Generation Speedkill (Nice Day for a Public Suicide)» | 4:27     |  |
| 5.  | «Neon Rebels»                                          | 3:23     |  |
| 6.  | «Possessing the Angels»                                | 3:55     |  |
| 7.  | «Spirits of the Future Sun»                            | 6:00     |  |
| 8.  | «Machinegun Majesty» (Featuring Mattias "IA" Eklundh)  | 5:06     |  |
| 9.  | «Room No. 99»                                          | 7:39     |  |
| 10. | «Hidden track»                                         | 0:39     |  |

## Bonus Track japonés
| N.º | Título        | Duración |  |
| 11. | «Shadowchild» | 4:50     |  |

## Bonus tracks de la versión del 2008
| N.º | Título                                   | Duración |  |
| 11. | «Machinegun Majesty (live @ Tilburg 99)» | 5:23     |  |
| 12. | «Neon Rebels (live @ Tilburg 99)»        | 4:05     |  |

## Créditos
- Björn "Speed" Strid − Voz, Deathgrowls
- Peter Wichers − Guitarra
- Ola Frenning − Guitarra
- Ola Flink − Bajo
- Carlos Del Olmo Holmberg − Teclados
- Henry Ranta − Batería

## Fechas de lanzamiento
| Región | Fecha                | Versión       |
| ------ | -------------------- | ------------- |
| Europa | 8 de febrero de 2000 | Original      |
| Europa | 2008                 | Relanzamiento |